# ITU G.992.5
G.992.5 (также известен как ADSL2+, ADSL2Plus или G.dmt.bis.plus) — Рекомендация Сектора стандартизации электросвязи МСЭ (МСЭ-Т), которая расширяет возможности базовой технологии ADSL, удваивая число битов входящего сигнала до указанных ниже скоростей передачи данных:
- По направлению к абоненту — до 24 Мбит/с;
- По направлению от абонента — до 3,5 Мбит/с, используя G.992.5 Annex M.

Фактическая скорость может варьироваться в зависимости от качества линии и расстояния от DSLAM до дома клиента. В стандарте прописаны скорости для витой пары, при использовании линии другого типа скорость может быть намного ниже.
В ADSL2+ диапазон частот удваивается по отношению к ADSL2 от 1,1 МГц до 2,2 МГц, что влечёт за собой увеличение скорости передачи данных входящего потока предыдущего стандарта ADSL2 c 12 Мбит/с до 24 Мбит/с.